# Philippines aux Jeux olympiques
Les Philippines ont participé à 22 Jeux d'été et à 5 Jeux d'hiver. Le pays a gagné 3 médailles d'or, 5 médailles d'argent et 10 médailles de bronze depuis 1924. Le pays a participé à toutes les éditions d'été à l'exception de celle de 1980, qu'il a boycotté.
Le pays compte 10 médailles à la veille des jeux de Tokyo 2020, édition qui marquera l'histoire avec un total de quatre médailles gagnées, bâtant le record de 1932, et un premier titre olympique. Paris 2024 confirme l'embellie du sport philippin avec quatre médailles et deux titres olympiques. 

## Athlètes philippins
Teófilo Yldefonso et Hidilyn Diaz sont à ce jour[Quand ?] les seuls athlètes à avoir remporté deux médailles pour les Philippines et Hidilyn Diaz la première femme à remporter une médaille ainsi que la première médaille d'or du pays. A l'occasion de jeux de Paris 2024, deux athlètes joignent Yldefonso et Diaz au tableau des multi-médaillés. Nesthy Petecio rapporte une médaille de bronze en boxe après celle d'argent trois ans plus tôt à Tokyo. Carlos Yulo lui remporte deux médailles d'or en gymnastique, devant aussi le premier philippin à gagner deux médailles dans une même olympiade.    

### Avant guerre
| Médaille | Nom               | Sport                     | Evenement        |
| -------- | ----------------- | ------------------------- | ---------------- |
|          | Teófilo Yldefonso | 200 mètres brasse         | 1928 Amsterdam   |
|          | Teófilo Yldefonso | 200 mètres brasse         | 1932 Los Angeles |
|          | Simeon Toribio    | Saut en hauteur masculin  |                  |
|          | José Villanueva   | Boxe masculine poids coqs |                  |
|          | Miguel White      | 400 mètres haies masculin | 1936 Berlin      |

### Après guerre
| Médaille | Nom                | Sport                                    | Evenement           |
| -------- | ------------------ | ---------------------------------------- | ------------------- |
|          | Anthony Villanueva | Boxe masculine poids plumes              | 1964 Tokyo          |
|          | Leopoldo Serantes  | Boxe masculine poids mouches             | 1988 Séoul          |
|          | Roel Velasco       | Boxe masculine poids mouches             | 1992 Barcelone      |
|          | Mansueto Velasco   | Boxe masculine poids mouches             | 1996 Atlanta        |
|          | Hidilyn Diaz       | Haltérophilie féminine moins de 53 kilos | 2016 Rio de Janeiro |
|          | Hidilyn Diaz       | Haltérophilie féminine moins de 55 kilos | 2020 Tokyo          |
|          | Eumir Marcial      | Boxe masculine poids moyens              | 2020 Tokyo          |
|          | Carlo Paalam       | Boxe masculine poids mouches             | 2020 Tokyo          |
|          | Nesthy Petecio     | Boxe féminine poids plumes               | 2020 Tokyo          |
|          | Nesthy Petecio     | Boxe féminine poids plumes               | 2024 Paris          |
|          | Carlos Yulo        | Gymnastique masculine (Sol)              | 2024 Paris          |
|          | Carlos Yulo        | Gymnastique masculine (Saut de cheval)   | 2024 Paris          |
|          | Aira Villegas      | Boxe féminine poids mouches              | 2024 Paris          |

## Tableau des médailles

### Médailles par sport
| Sport         | Or | Argent | Bronze | Total |
| Boxe          | 0  | 4      | 6      | 10    |
| Athlétisme    | 0  | 0      | 2      | 2     |
| Natation      | 0  | 0      | 2      | 2     |
| Haltérophilie | 1  | 1      | 0      | 2     |
| Gymnastique   | 2  | 0      | 0      | 2     |
| Total         | 3  | 5      | 10     | 18    |

| Jeux                | Athlètes          | Or                | Argent            | Bronze            | Total             | Rang              |
| 1924 paris          | 1                 | 0                 | 0                 | 0                 | 0                 | -                 |
| 1928 Amsterdam      | 4                 | 0                 | 0                 | 1                 | 1                 | 32                |
| 1932 Los Angeles    | 8                 | 0                 | 0                 | 3                 | 3                 | 25                |
| 1936 Berlin         | 28                | 0                 | 0                 | 1                 | 1                 | 30                |
| 1948 Londres        | 24                | 0                 | 0                 | 0                 | 0                 | –                 |
| 1952 Helsinki       | 25                | 0                 | 0                 | 0                 | 0                 | –                 |
| 1956 Melbourne      | 39                | 0                 | 0                 | 0                 | 0                 | –                 |
| 1960 Rome           | 40                | 0                 | 0                 | 0                 | 0                 | –                 |
| 1964 Tokyo          | 47                | 0                 | 1                 | 0                 | 1                 | 30                |
| 1968 Mexico         | 49                | 0                 | 0                 | 0                 | 0                 | –                 |
| 1972 Munich         | 53                | 0                 | 0                 | 0                 | 0                 | –                 |
| 1976 Montréal       | 14                | 0                 | 0                 | 0                 | 0                 | –                 |
| 1980 Moscou         | N'a pas participé | N'a pas participé | N'a pas participé | N'a pas participé | N'a pas participé | N'a pas participé |
| 1984 Los Angeles    | 19                | 0                 | 0                 | 0                 | 0                 | –                 |
| 1988 Séoul          | 31                | 0                 | 0                 | 1                 | 1                 | 46                |
| 1992 Barcelone      | 26                | 0                 | 0                 | 1                 | 1                 | 53                |
| 1996 Atlanta        | 12                | 0                 | 1                 | 0                 | 1                 | 61                |
| 2000 Sydney         | 20                | 0                 | 0                 | 0                 | 0                 | –                 |
| 2004 Athènes        | 16                | 0                 | 0                 | 0                 | 0                 | –                 |
| 2008 Pékin          | 15                | 0                 | 0                 | 0                 | 0                 | –                 |
| 2012 Londres        | 11                | 0                 | 0                 | 0                 | 0                 | –                 |
| 2016 Rio de Janeiro | 13                | 0                 | 1                 | 0                 | 1                 | 69                |
| 2020 Tokyo          | 19                | 1                 | 2                 | 1                 | 4                 | 50                |
| 2024 Paris          | 22                | 2                 | 0                 | 2                 | 4                 | 38                |
| 2028 Los Angeles    | Évènement futur   | Évènement futur   | Évènement futur   | Évènement futur   | Évènement futur   | Évènement futur   |
| 2032 Brisbane       | Évènement futur   | Évènement futur   | Évènement futur   | Évènement futur   | Évènement futur   | Évènement futur   |
| Total               | Total             | 1                 | 5                 | 8                 | 14                | 94                |

| Jeux                | Athlètes          | Or                | Argent            | Bronze            | Total             | Rang              |
| 1972 Sapporo        | 2                 | 0                 | 0                 | 0                 | 0                 | –                 |
| 1976 Innsbruck      | N'a pas participé | N'a pas participé | N'a pas participé | N'a pas participé | N'a pas participé | N'a pas participé |
| 1980 Lake Placid    | N'a pas participé | N'a pas participé | N'a pas participé | N'a pas participé | N'a pas participé | N'a pas participé |
| 1984 Sarajevo       | N'a pas participé | N'a pas participé | N'a pas participé | N'a pas participé | N'a pas participé | N'a pas participé |
| 1988 Calgary        | 1                 | 0                 | 0                 | 0                 | 0                 | –                 |
| 1992 Albertville    | 1                 | 0                 | 0                 | 0                 | 0                 | –                 |
| 1996 Lillehammer    | N'a pas participé | N'a pas participé | N'a pas participé | N'a pas participé | N'a pas participé | N'a pas participé |
| 1998 Nagano         | N'a pas participé | N'a pas participé | N'a pas participé | N'a pas participé | N'a pas participé | N'a pas participé |
| 2002 Salt Lake City | N'a pas participé | N'a pas participé | N'a pas participé | N'a pas participé | N'a pas participé | N'a pas participé |
| 2006 Turin          | N'a pas participé | N'a pas participé | N'a pas participé | N'a pas participé | N'a pas participé | N'a pas participé |
| 2010 Vancouver      | N'a pas participé | N'a pas participé | N'a pas participé | N'a pas participé | N'a pas participé | N'a pas participé |
| 2014 Sotchi         | 1                 | 0                 | 0                 | 0                 | 0                 | –                 |
| 2018 Pyeongchang    | 2                 | 0                 | 0                 | 0                 | 0                 | –                 |
| 2022 Pékin          | 1                 | 0                 | 0                 | 0                 | 0                 | –                 |
| Total               | Total             | 0                 | 0                 | 0                 | 0                 | –                 |

## Galerie

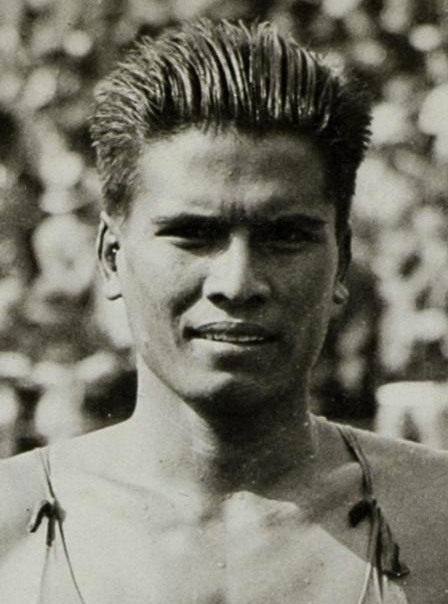
Teófilo Yldefonso, double médaillé de bronze
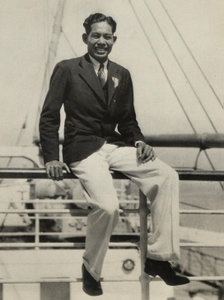
Simeon Toribio , médaillé de bronze en 1932
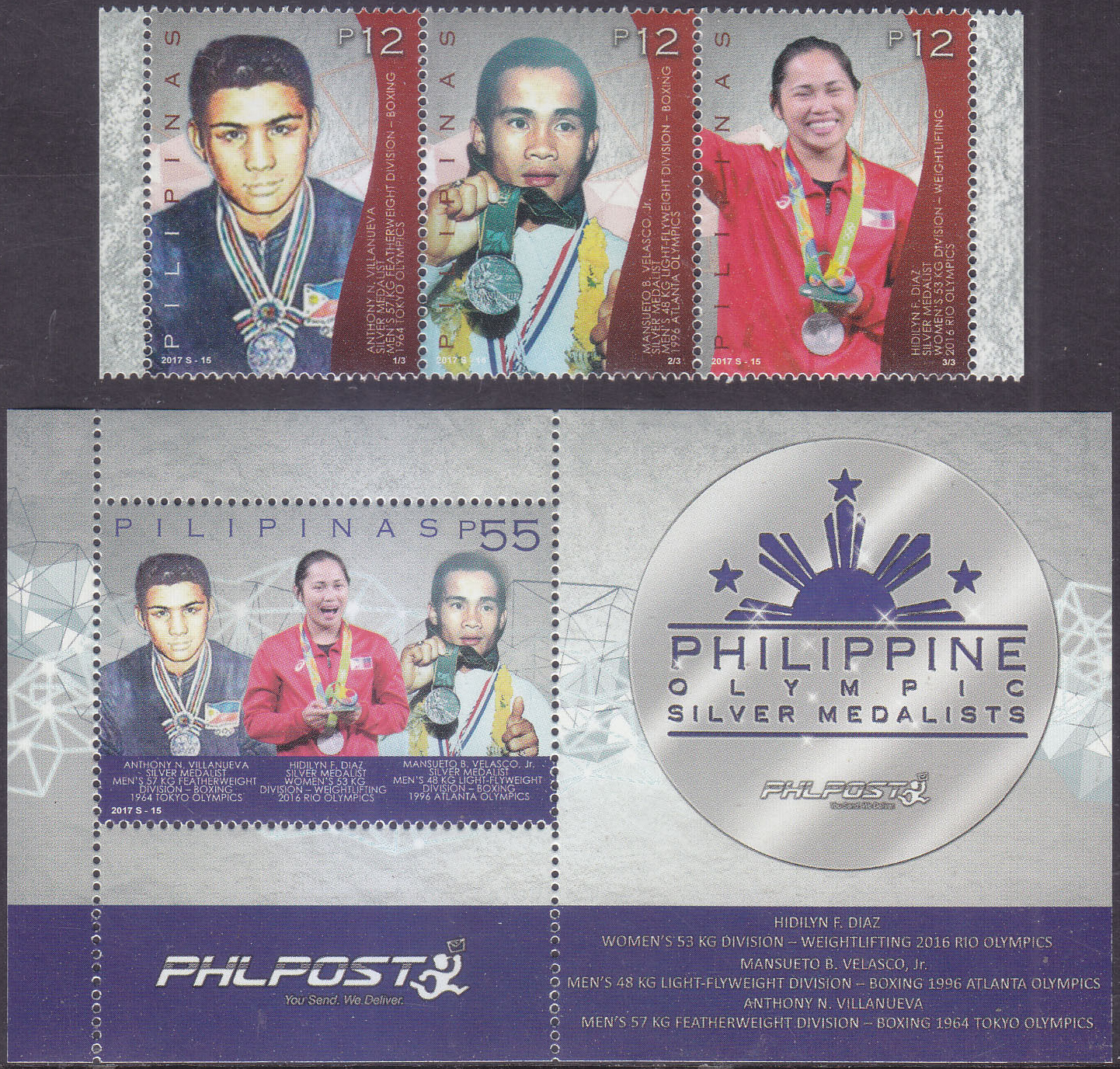
Série de timbres avec trois médaillés d'argent : Anthony Villanueva, Mansueto Velasco et Hidilyn Diaz
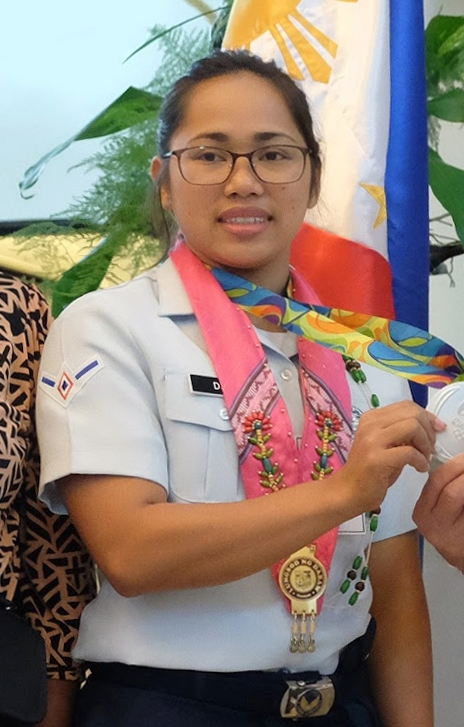
Hidilyn Diaz, médaillée d'argent en 2016 et d'or en 2021
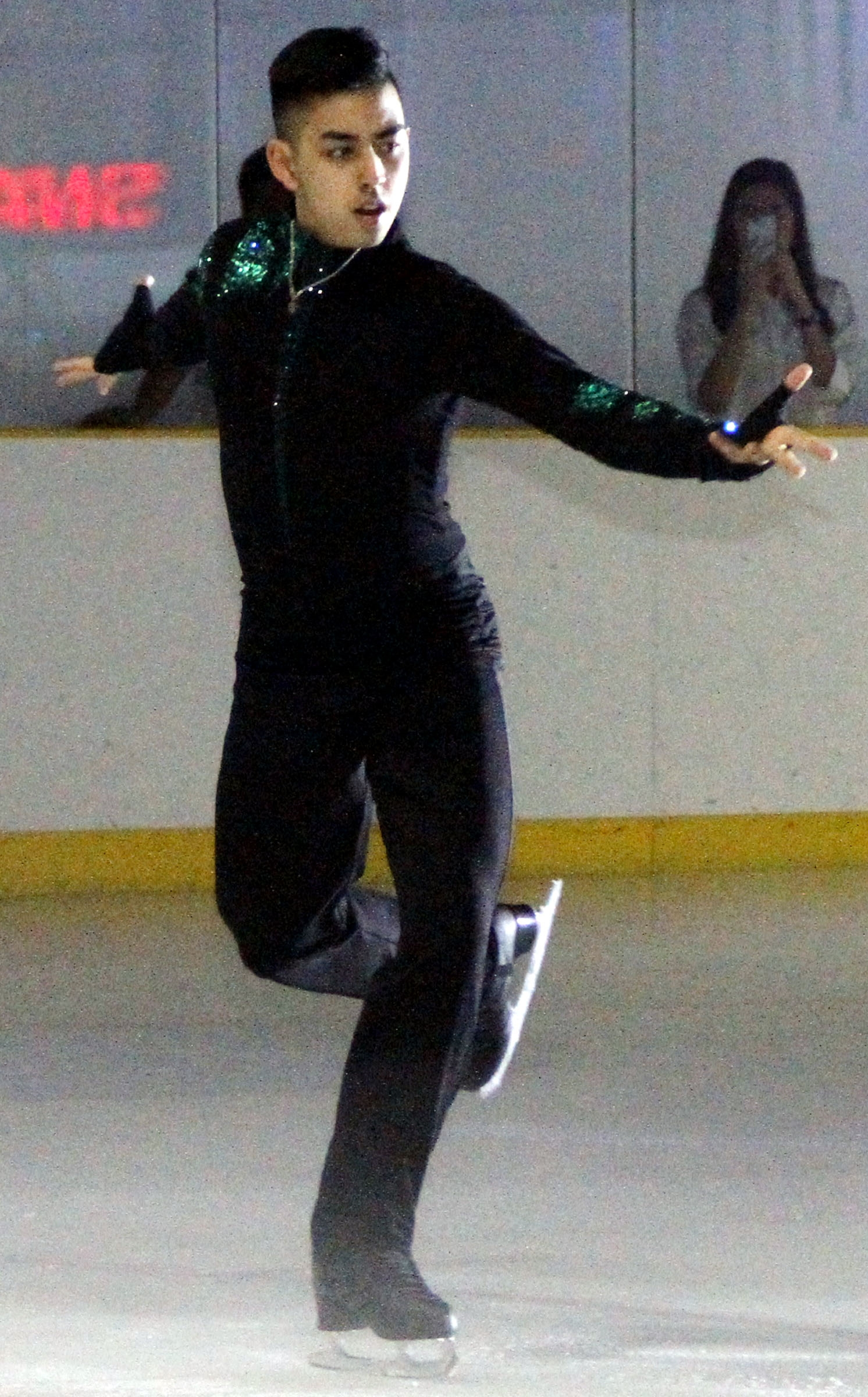
Le patineur Michael Christian Martinez représenta les Philippines aux Jeux d'hiver de 2014 et 2018